# Louis Rees-Zammit
Pour les articles homonymes, voir Rees.

a Compétitions nationales et continentales officielles uniquement.

b Matchs officiels uniquement.
Dernière mise à jour le 1 août 2025.
Louis Rees-Zammit, né le 2 février 2001 à Penarth (pays de Galles), est un joueur international gallois de rugby à XV qui évolue au poste d'ailier.  

## Biographie

### Jeunesse et formation
Ayant découvert le rugby à XV jeune avec les Cardiff Blues, Louis Rees-Zammit est ensuite passé par le Hartpury College (en), dans le Gloucestershire, ce qui l'amène ensuite à l'Academy (centre de formation) du club de Gloucester Rugby.

### Carrière professionnelle de rugby à XV
Rees-Zammit intègre l'équipe senior de Gloucester Rugby au cours de la saison 2018-2019, devenant le plus jeune joueur de Premiership du club. Il marque deux essais contre les Worcester Warriors lors d'une victoire de 36 à 3 en décembre 2019 et, plus tard le même mois, devient le premier joueur de 18 ans à marquer un triplé lors d'une défaite 33 à 26 contre les Northampton Saints,. 
International avec les moins de 18 ans du pays de Galles, il a d'ores et déjà affirmé sa volonté de poursuivre sa carrière internationale avec la sélection galloise, bien qu'il soit aussi éligible pour l'équipe d'Angleterre du fait de sa résidence.
À l'occasion de la deuxième journée de la Coupe d'automne des nations, le 21 novembre 2020, contre la Géorgie, il est titularisé pour la toute première fois, chez les seniors, par le sélectionneur gallois Wayne Pivac.
Ayant continué sa progression, en club comme en sélection, il s'impose comme un titulaire du pays de Galles pour l'édition 2021 du Tournoi des Six Nations,. Au sein d'un XV du Poireau qui ne fait pas partie des favoris après ses contre-performances lors de l'édition précédente, Rees-Zammit s'impose comme l'un des joueurs les plus en vue de son effectif, étant notamment élu meilleur joueur de la deuxième journée, puis auteur d'une passe décisive et d'un doublé, dont l'essai de la victoire contre l'Écosse,. Il marque en tout quatre essais lors des quatre premières journées, pour autant de victoires, qui mènent les Gallois au titre, malgré une défaite contre la France lors de la dernière journée. Le jeune ailier se voit également nommé parmi les six candidats au titre de meilleur joueur du Tournoi, récompense qui est finalement attribuée à Hamish Watson. 
Le 6 mai 2021, il est sélectionné par Warren Gatland pour la tournée des Lions Britanniques et irlandais en Afrique du Sud.

### Reconversion vers le football américain
Le 16 janvier 2024, il est annoncé qu'il arrête sa carrière de rugby à XV avec effet immédiat pour se lancer dans le football américain en rejoignant le NFL's International Player Pathway Program dans le but de rejoindre la National Football League, la principale compétition mondiale. Toutefois, il indique que son départ du rugby à XV n'est pas définitif. À l'issue de plusieurs semaines d'essai à travers le programme d'intégration, il signe un contrat avec la franchise des Chiefs de Kansas City, championne en titre, en vue de la pré-saison 2024 au poste de running back.
Après avoir disputé les trois matchs de préparation sous le maillot des Chiefs, il n'est pas retenu dans le groupe final de 53 joueurs à la fin de l'intersaison. Il retrouve rapidement un contrat en NFL avec la franchise des Jaguars de Jacksonville, en tant que membre de la practice squad.

### Retour en rugby à XV
Durant l'été 2025, Louis Rees-Zammit annonce son retour en rugby à XV. Le 14 août, il est annoncé qu'il rejoint le club anglais des Bristol Bears.